# Melanezijska kokošina
Melanezijska kokošina (lat. Megapodius eremita) je vrsta ptice iz roda Megapodius, porodice kokošina. Živi u Papui Novoj Gvineji i Salomonskim Otocima. Prirodna staništa su joj suptropske i tropske vlažne nizinske šume i suptropske i tropske vlažne planinske šume.